# Adrian Siemieniec
Adrian Bartosz Siemieniec (ur. 13 stycznia 1992 w Czeladzi) – polski trener piłki nożnej. Od 4 kwietnia 2023 szkoleniowiec Jagiellonii Białystok.

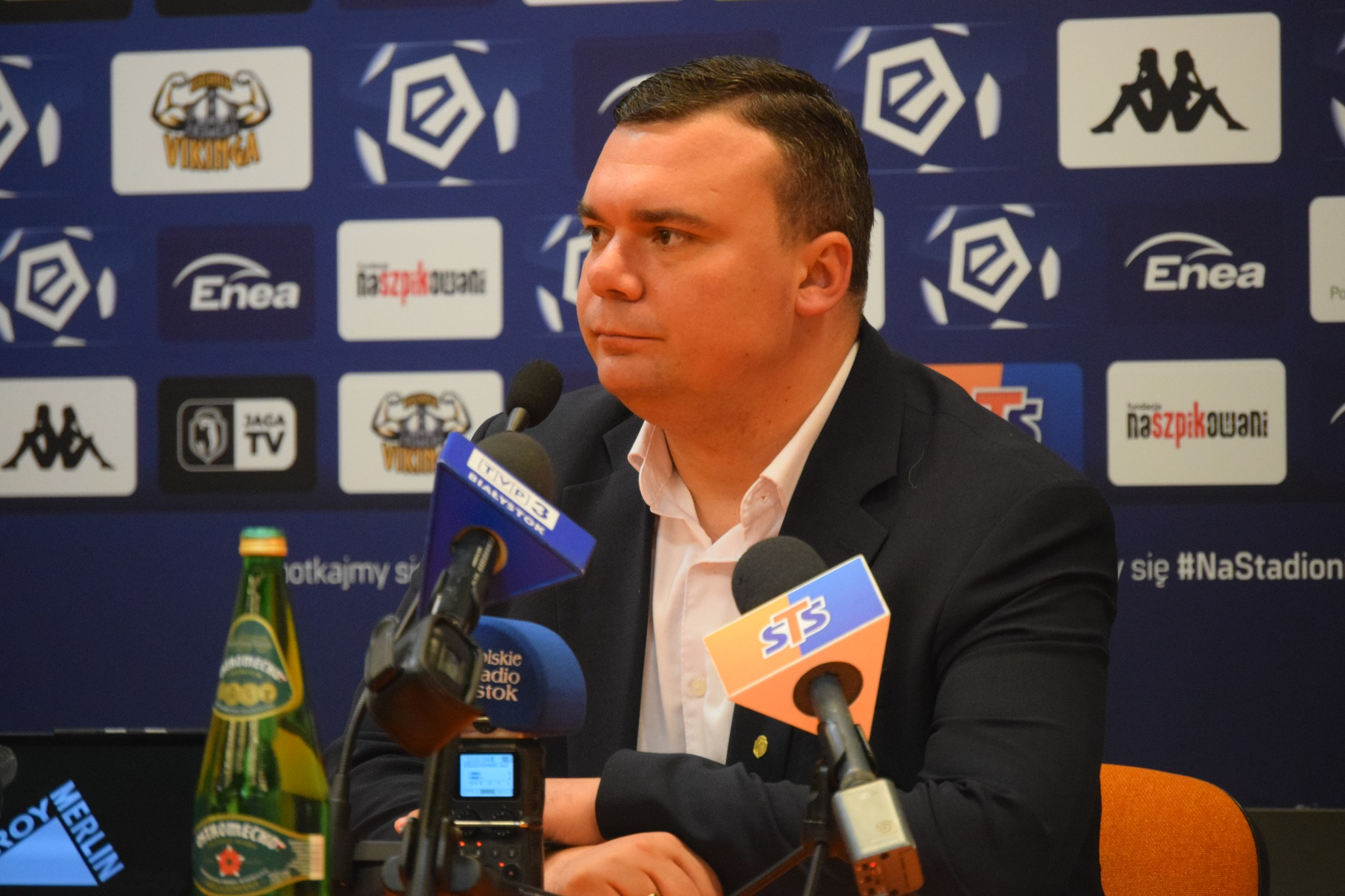
Adrian Siemieniec na konferencji po meczu Jagiellonii ze Śląskiem Wrocław 3.03.2024

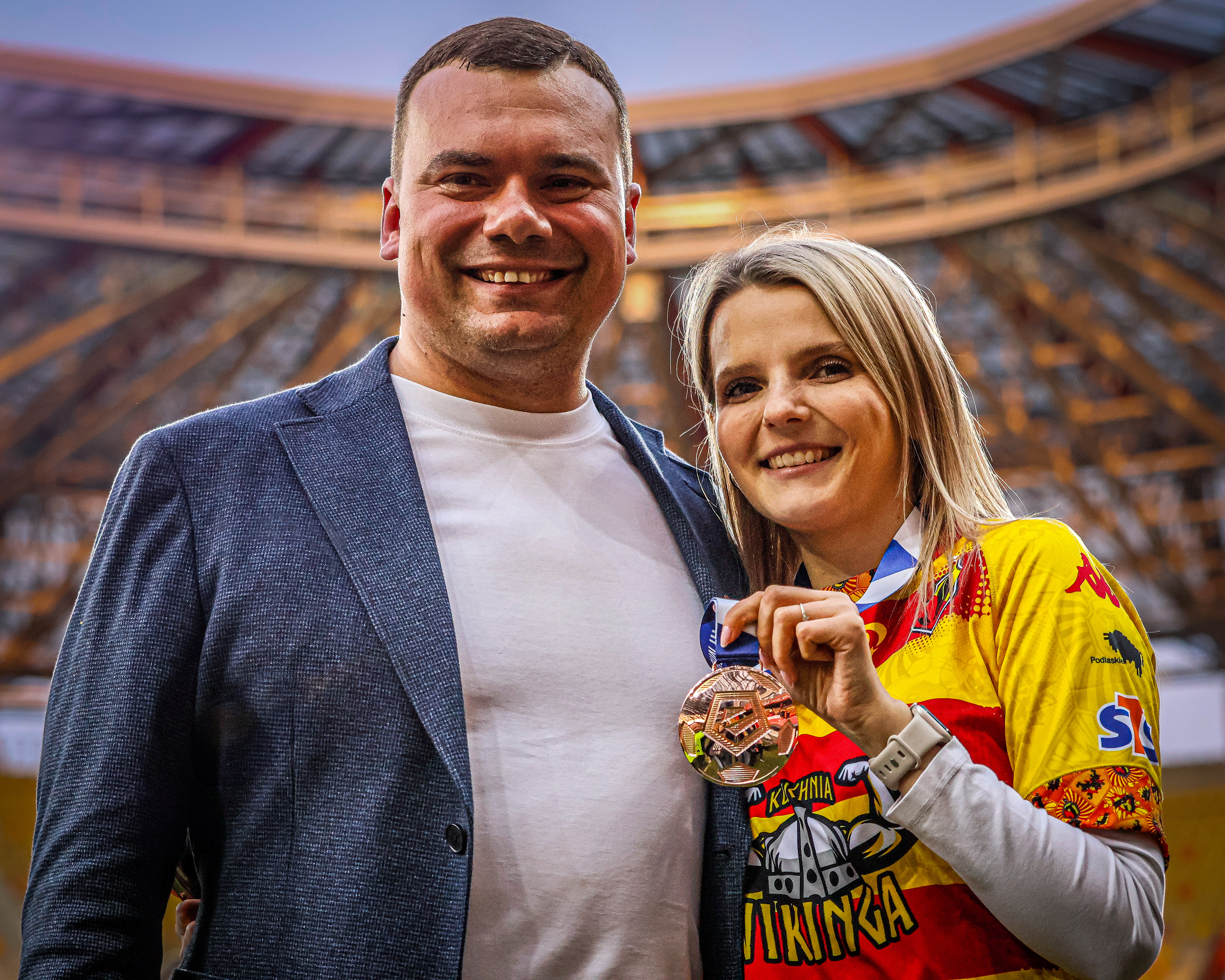
Trener Adrian Siemieniec z żoną po zakończonym sezonie 2024/25.

## Kariera trenerska
Odbył studia na Akademii Wychowania Fizycznego w Katowicach. Po rozpoczęciu nauki trafił na bezpłatne, obowiązkowe praktyki studenckie do KS Rozwój Katowice, który wówczas występował w III lidze. Jego pierwszym szefem był trener Mirosław Smyła. 
W 2014 r. trafił pod skrzydła Ireneusza Mamrota, który zatrudnił go w sztabie Chrobrego Głogów. Przed sezonem 2017/18 duet trafił do ówczesnego wicemistrza kraju – Jagiellonii Białystok i wicemistrzostwo Polski zostało obronione. W finale Pucharu Polski białostocka drużyna przegrała 0:1 z Lechią Gdańsk. W grudniu 2019 r. jego pierwsza przygoda z „żółto-czerwonymi” się zakończyła.
Następnie, przez pół roku, do grudnia 2020 r. obaj szkoleniowcy byli zatrudnieni w Arce Gdynia, którą bezskutecznie bronili przed spadkiem. W marcu 2021 r. trafili do ŁKS, a trzy miesiące później ponownie trafili do Jagiellonii. Wspólna przygoda Mamrota i Siemieńca trwała do grudnia 2021 r. „Jaga” niespodziewanie pożegnała się z pierwszym trenerem, ale Siemieniec pozostał w klubie, obejmując drużynę rezerw. W 38 spotkaniach uzyskał średnią 1,68 punktu na mecz.
W kwietniu 2023 r. z podlaską ekipą rozstał się trener Maciej Stolarczyk, a Siemieniec zastąpił go na stanowisku trenera pierwszej drużyny. Pierwszym osiągnięciem nowego - starego selekcjonera, było utrzymanie w Ekstraklasie. Rok później, 25 maja 2024 zdobył z Jagiellonią tytuł Mistrza Polski. Z Jagiellonią wywalczył awans do Ligi Konferencji, z którą dotarł do ćwierćfinału przegrywając z hiszpańskim Realem Betis. 2 kwietnia 2025 r. doprowadził podlaski zespół do zdobycia Superpucharu Polski, wygrywając 1:0 z Wisłą Kraków. 24 maja 2025 zajął z Jagiellonią 3. miejsce w Ekstraklasie.

## Sukcesy
Jagiellonia Białystok
- Mistrzostwo Polski
  -  2023/24
- 3. miejsce
  -  2024/25
- Superpuchar Polski
  -  2024[7]
- Liga Konferencji UEFA
  - Ćwierćfinał 2024/25

## Statystyka
(aktualne na dzień 28 maja 2025, na koniec sezonu 2024/2025)
| Klub                                     | Sezon               | Liga                | M.  | Zw. | Re. | Po. | Br+ | Br- | Br.r | Pkt. | Pkt/m | Uwagi    |
| ---------------------------------------- | ------------------- | ------------------- | --- | --- | --- | --- | --- | --- | ---- | ---- | ----- | -------- |
| Jagiellonia II Białystok (od 14.01.2022) | 2021/22             | III Liga            | 20  | 9   | 6   | 5   | 43  | 28  | +15  | 33   | 1,65  |          |
| Jagiellonia II Białystok (od 14.01.2022) | 2022/23             | III Liga            | 18  | 10  | 1   | 7   | 33  | 27  | +6   | 31   | 1,72  |          |
| Jagiellonia II Białystok (od 14.01.2022) | Ogólnie III liga    | Ogólnie III liga    | 38  | 19  | 7   | 12  | 76  | 55  | +21  | 64   | 1,68  |          |
| Jagiellonia Białystok (od 4.04.2023)     | 2022/23             | Ekstraklasa         | 8   | 3   | 2   | 3   | 12  | 14  | -2   | 11   | 1,37  | 14 m.    |
| Jagiellonia Białystok (od 4.04.2023)     | 2023/24             | Ekstraklasa         | 34  | 18  | 9   | 7   | 77  | 45  | +32  | 63   | 1,85  | 1 m.     |
| Jagiellonia Białystok (od 4.04.2023)     | 2023/24             | Puchar Polski       | 5   | 4   | -   | 1   | 10  | 4   | +6   | -    | -     | 1/2 fin. |
| Jagiellonia Białystok (od 4.04.2023)     | 2024/25             | Ekstraklasa         | 34  | 17  | 10  | 7   | 56  | 42  | +14  | 61   | 1,79  | 3 m.     |
| Jagiellonia Białystok (od 4.04.2023)     | 2024/25             | Puchar Polski       | 3   | 2   | -   | 1   | 7   | 4   | +3   | -    | -     | 1/4 fin. |
| Jagiellonia Białystok (od 4.04.2023)     | 2024/25             | Superpuchar         | 1   | 1   | -   |     | 1   | 0   | +1   | -    | -     |          |
| Jagiellonia Białystok (od 4.04.2023)     | 2024/25             | el. Liga Mistrzów   | 4   | 2   | -   | 2   | 8   | 6   | +2   | -    | -     | 2Q/3Q    |
| Jagiellonia Białystok (od 4.04.2023)     | 2024/25             | el. Liga Europy     | 2   | 0   | -   | 2   | 1   | 7   | -6   | -    | -     | Play-off |
| Jagiellonia Białystok (od 4.04.2023)     | 2024/25             | LKE                 | 6   | 3   | 2   | 1   | 10  | 5   | +5   | 11   | 1,83  | 9 m.     |
| Jagiellonia Białystok (od 4.04.2023)     | 2024/25             | LKE                 | 6   | 3   | 1   | 2   | 12  | 5   | +7   | -    | -     | 1/4 fin. |
| Jagiellonia Białystok (od 4.04.2023)     | Ogólnie ekstraklasa | Ogólnie ekstraklasa | 76  | 38  | 21  | 17  | 145 | 101 | +44  | 135  | 1,78  |          |
| Jagiellonia Białystok (od 4.04.2023)     | Ogólnie Jagiellonia | Ogólnie Jagiellonia | 103 | 53  | 24  | 26  | 194 | 132 | +62  | -    | -     | -        |
| Ogólnie kariera                          | Ogólnie kariera     | Ogólnie kariera     | 141 | 72  | 31  | 38  | 270 | 187 | +83  | -    | -     | -        |